# Grangemouth
Grangemouth is een plaats in Schotland en een voormalige burgh in het raadsgebied van Falkirk. Grangemouth ligt aan de Firth of Forth ongeveer 5 kilometer ten oosten van Falkirk.

## Economie

### Haven
Grangemouth heeft een belangrijke zeehaven en verwerkt zo’n 9 miljoen ton vracht op jaarbasis. Het is de grootste containerhaven van Schotland. Om de haven te bereiken moeten schepen een schutsluis passeren. De kolk van de sluis is 237,6 meter lang en 29,1 meter breed. Achter de sluis is het waterpeil relatief constant en is het effect van het getij niet meer merkbaar. Het ligt strategisch tussen twee belangrijke steden, Edinburgh en Glasgow, waar veel industrie is gevestigd. De havenbeheerder is Forth Ports.

### Raffinaderij
In 1924 werd een aardolieraffinaderij geopend in de plaats. Na de Tweede Wereldoorlog werd deze gemoderniseerd en uitgebreid. Het profiteerde vanaf 1975 van de grote olievondsten in de Noordzee. De velden raakten na zo'n 30 jaar uitgeput en de eigenaar BP besloot de raffinaderij te verkopen. In 2005 werd een pakket van activiteiten, waaronder deze raffinaderij, verkocht aan INEOS. In 2011 richtte INEOS een joint venture op met het Chinese oliebedrijf PetroChina die een belang kreeg van 50% in de raffinaderij. De capaciteit van de raffinaderij is zo’n 210.000 vaten olie per dag en er werken ruim 1000 personen.
Van 1885 tot 1984 was scheepswerf Grangemouth Dockyard Company gevestigd in deze plaats.

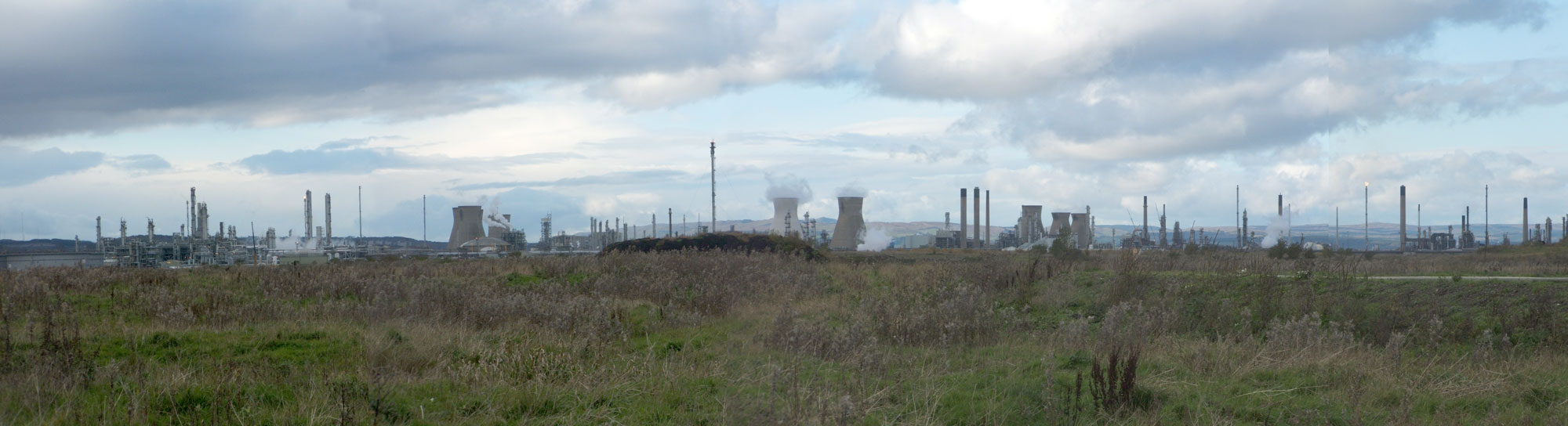
Zicht op de raffinaderij (2006)